# Zool 2
Zool 2 est un jeu vidéo de plates-formes développé par The Warp Factory et édité par Gremlin Graphics en 1993 sur Amiga 500. Des versions Amiga 1200, Amiga CD32, DOS et Jaguar ont vu le jour en 1994.
Il s'agit de la suite de Zool: Ninja of the “Nth” Dimension .